# Rue des Paradoux
La rue des Paradoux (en occitan : carrièra dels Paradors) est une voie de Toulouse, chef-lieu de la région Occitanie, dans le Midi de la France. Relativement rectiligne, orientée nord-sud, elle correspond à un ancien cardo de la cité romaine. Elle reste, au Moyen Âge, un axe structurant de la ville médiévale fréquenté par de nombreux artisans, particulièrement ceux du textile.

## Situation et accès

### Description
La rue des Paradoux est une voie publique. Elle se trouve au cœur du quartier des Carmes.
Elle est relativement rectiligne, orientée nord-sud et longue de 239 mètres. Sa largeur est d'environ 5 mètres, qu'elle a depuis le Moyen Âge. Prolongeant la rue Saint-Rémésy, elle naît de la rue Henri-de-Gorsse, au niveau d'une petite place qui portait le nom de place des Paradoux au Moyen Âge. Elle reçoit sur son côté droit les rues Joutx-Aigues et du Coq-d'Inde, et à gauche la rue de la Madeleine. Elle se termine au croisement de la rue de Metz, au niveau d'une petite place qui reçoit également la rue des Marchands par la droite. Elle est prolongée au nord par la rue de la Bourse et la rue Sainte-Ursule, qui rejoint la rue Léon-Gambetta pour se terminer sur la place du Capitole.
La chaussée compte une seule voie de circulation automobile à sens unique, depuis la rue Henry-de-Gorsse vers la rue de Metz. Elle appartient à une zone de rencontre et la vitesse y est limitée à 20 km/h. Il n'existe pas de piste, ni de bande cyclable, quoiqu'elle soit à double-sens cyclable.

### Voies rencontrées
La rue des Paradoux rencontre les voies suivantes, dans l'ordre des numéros croissants (« g » indique que la rue se situe à gauche, « d » à droite) :
1. Rue Henri-de-Gorsse
2. Rue Joutx-Aigues (d)
3. Rue de la Madeleine (g)
4. Rue du Coq-d'Inde (d)
5. Rue de Metz (g)
6. Rue des Marchands (d)

## Odonymie

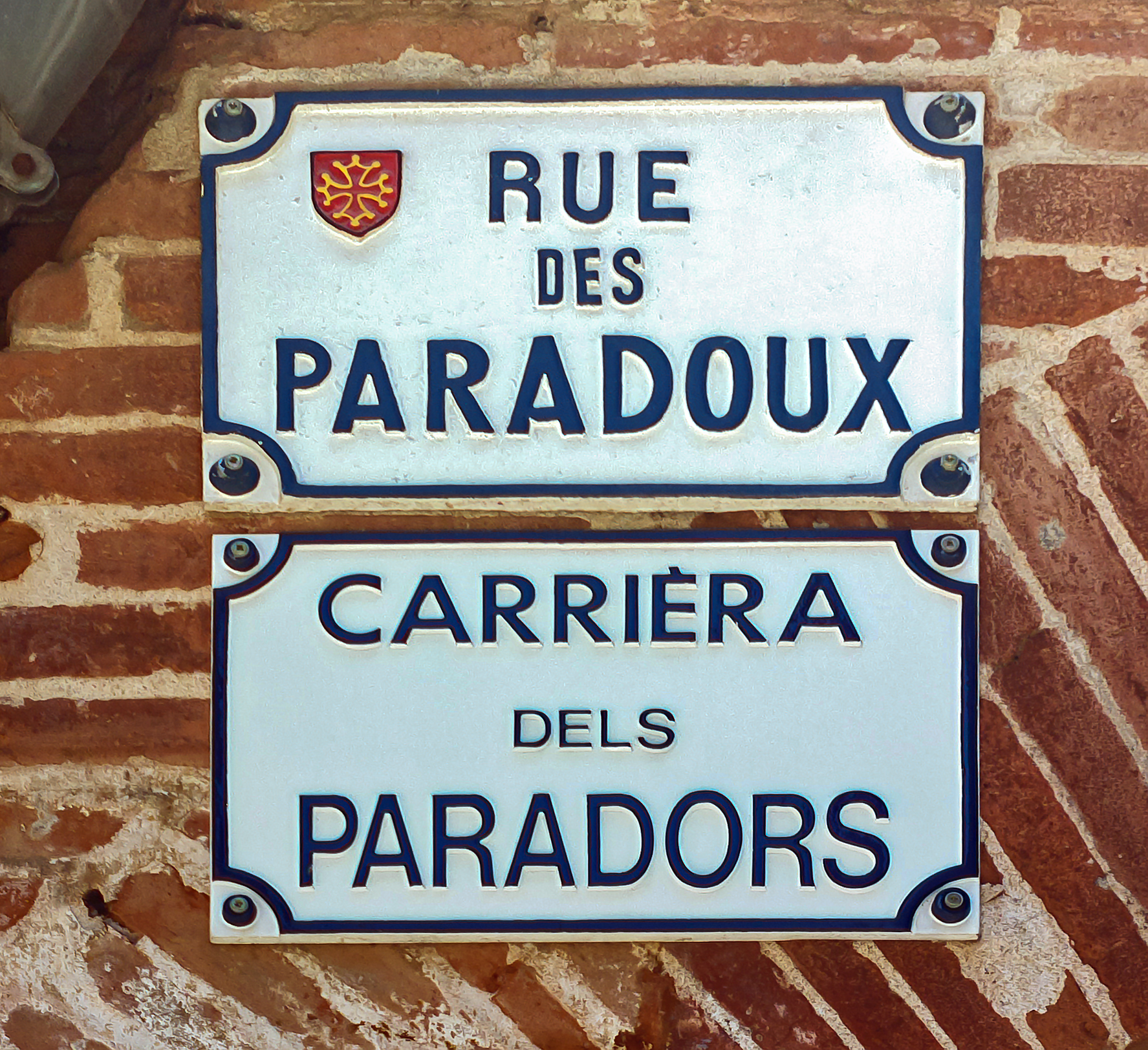
Plaques de rue en français et en occitan.

La rue des Paradoux tire son nom des pareurs de draps (parador ou paraire en occitan) qui étaient établis dans cette rue au Moyen Âge. Le rôle de ces artisans textiles était de terminer la préparation des draps (c'est-à-dire les tissus) après qu'ils avaient été foulés et teints afin de les vendre. Ils occupaient souvent, pour cette raison, le métier de marchands de draps. Dès le XIIIe siècle, la rue porte ce nom de Paradoux ou bien de simples variantes, telles que Grand-rue des Paradoux ou rue des Paradoux-de-la-Dalbade. Le nom de Paradoux est également donné à la petite place qui se forme au carrefour de la rue des Paradoux et de la rue du Four-de-la-Dalbade (actuelle rue Henri-de-Gorsse). Cependant, seule la première partie de la rue actuelle, entre cette dernière et la rue de la Madeleine, porte ce nom.
La deuxième partie de la rue, entre la rue de la Madeleine et la rue des Marchands, était appelée au XIIIe siècle rue des Fustiers, artisans du bois, charpentiers ou marchands de bois, car les planches non équarries étaient appelées « fuste » (fusta en occitan). Le carrefour des rues des Paradoux, des Fustiers et Sesquières (actuelle rue du Coq-d'Inde) était également connu comme la place du Puits-des-Fustiers.
En 1794, pendant la Révolution française, la rue des Paradoux et la rue des Fustiers furent renommées l'une, rue de l'Union, et l'autre, rue de la Célébrité. Elles reprirent ensemble le nom de rue des Paradoux.

## Histoire

### Antiquité
La rue des Paradoux correspond à un des axes nord-sud ou cardo de la ville romaine de Tolosa. Il est parallèle au cardo maximus.

### Moyen Âge et période moderne
Au Moyen Âge, la rue des Paradoux appartient au capitoulat de la Dalbade et la rue des Fustiers au capitoulat du Pont-Vieux. La population de ces rues est assez mélangée, même si, au milieu du Moyen Âge, les artisans y sont les plus nombreux. Tout d'abord, les pareurs de draps, artisans chargés de préparer les draps après qu'ils ont été foulés et teints, et qui occupent souvent des fonctions importantes dans le commerce textile,. Ensuite, les fustiers, artisans du bois. La population du quartier profite de la proximité d'un four public, le four des Paradoux, près de l'église de la Dalbade, et d'un puits sur la place des Paradoux, au carrefour de la rue Sesquières (actuelle rue du Coq-d'Inde). Les constructions y sont généralement en bois et la rue est régulièrement touchée par les incendies qui en ravagent les maisons, comme en 1442 et en 1463, puisqu'elle est plusieurs fois désignée, au XVe siècle, comme la carrièra cremada – la « rue brûlée » en occitan,.
Au cours du XVIIIe siècle, la plupart des maisons reçoivent de nouvelles façades, mais l'ensemble de la rue ne bénéficie pas de projet d'élargissement comme la plupart des rues voisines. La rue est également investie par des parlementaires, tel Jacques de Saget, avocat général au parlement, père de l'ingénieur Joseph-Marie de Saget. Parmi les personnages notables de la rue se distingue également Isaac Courtois, qui établit en 1760 la première banque de la ville dans la rue des Paradoux, avant de déménager en 1773 dans l'hôtel d'Alliès (actuel no 6 rue des Couteliers).

### Époque contemporaine
La Révolution française amène des changements. Pendant la Terreur, entre 1793 et 1794, plusieurs parlementaires toulousains sont inquiétés. En 1794, Jean-Louis-René de Gaillard, seigneur de Frouzins et conseiller au parlement, habitant de la rue (actuel no 51), est arrêté et emprisonné dans la prison de la Visitation, puis emmené à Paris où il est jugé, condamné et guillotiné, place de la Révolution, le 14 juin 1794.
Au milieu du XXe siècle, la rue des Paradoux est encore une rue active. On y trouve le restaurant Claridg (actuel no 23), la boutique de vêtements Cuir-Lux (actuel no 8). La rue conserve son visage et les destructions y restent limitées. Seul un immeuble, insalubre, est démoli au profit d'une réalisation de Logé-France (actuel no 11).

## Patrimoine et lieux d'intérêt

### Hôtels particuliers
- no  4 : hôtel Rességuier. 
En 1524, le conseiller au parlement Bertrand de Rességuier achète six parcelles à l'angle de la rue Joutx-Aigues pour y faire édifier un hôtel particulier. Il se compose d'un bâtiment à plusieurs corps disposés autour une cour rectangulaire centrale où se dresse une tour octogonale de style Renaissance. Les façades et une grande partie de l'édifice sont entièrement repris au XVIIIe siècle[16].

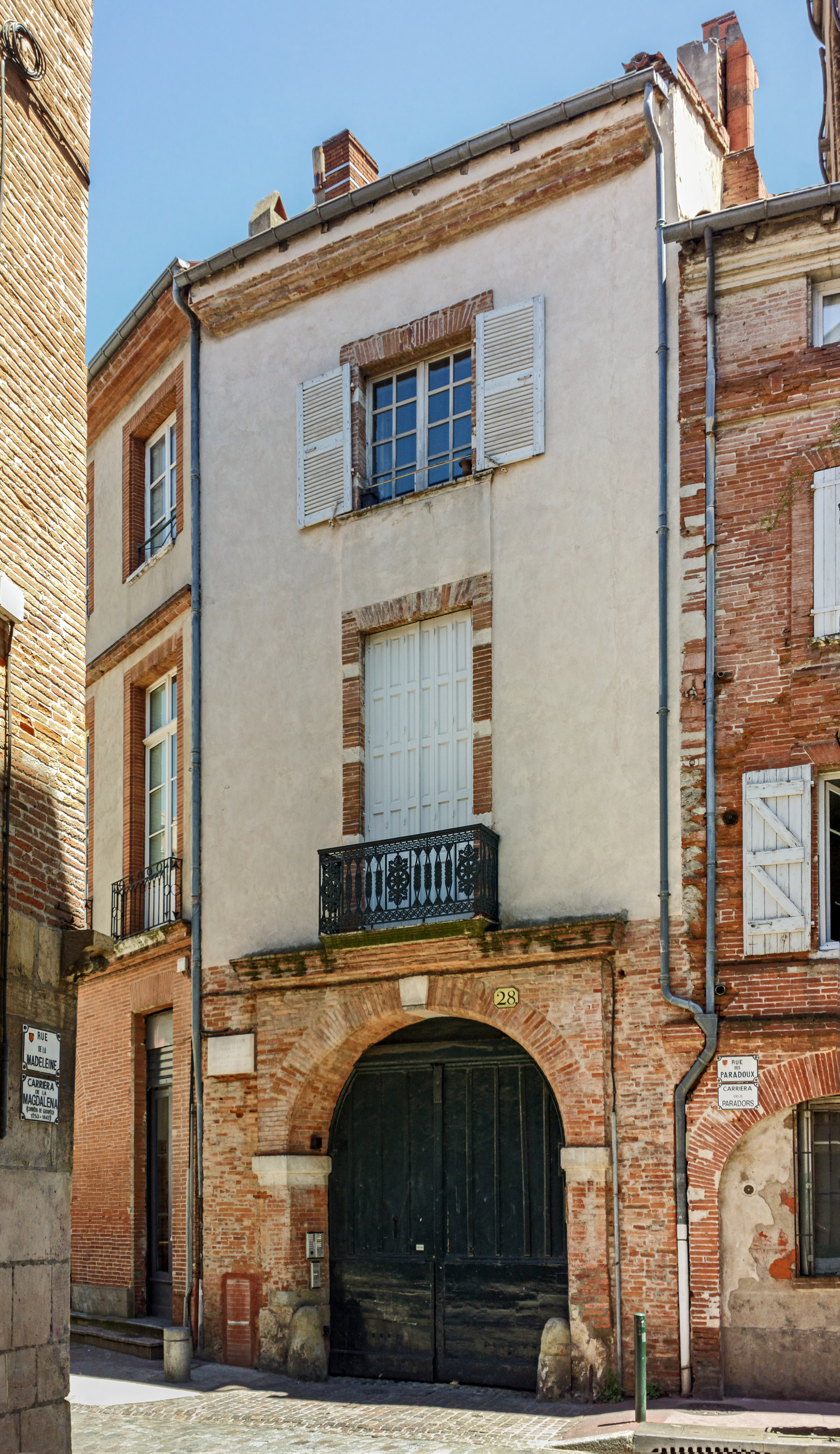
no 28 : façade de l'hôtel Castaing.

- no  28 : hôtel Castaing. 
Un premier hôtel particulier est construit vers 1536 pour Jacques Dort, seigneur de Mondouzil, mais il est considérablement modifié, après 1617, pour François du Buisson de Beauteville, gentilhomme ordinaire de la Chambre du roi. Il se compose d'un corps de bâtiment sur rue relativement étroit, dont le rez-de-chaussée est occupé par le portail, couronné d'une corniche. Au 1er étage, la fenêtre unique est ornée d'une belle ferronnerie. Sur le côté nord de la cour se trouve une galerie à arcades décorées de pointes de diamant et séparées par des colonnes de style dorique[17]. En 1670, l'hôtel est loué par son nouveau propriétaire, Henri de Lafont, à un marchand de Bordeaux issu d'une famille de « marranes portugais », Roque de Leon. Il y ouvre une banque, mais il est condamné comme relaps en 1685 par le parlement de Toulouse et brûlé vif avec sa famille[18].

- no  32 : hôtel de Michel de Cantuer. 
Ce vaste bâtiment est construit après 1651 pour Michel de Cantuer, seigneur de Gargas, conseiller du roi et receveur général des décimes. Il se compose d'un bâtiment principal à plusieurs corps, qui se développe sur huit travées et s'élève sur trois étages décroissants, séparés par des cordons. Le rez-de-chaussée est ouvert par des arcades en plein cintre. Le portail principal, orné d'un mascaron, est surmonté d'une corniche en pierre qui repose sur des consoles ornées d'écailles et d'une guirlande de fleurs. À gauche, un portail similaire, mais plus simple, est aussi orné d'un mascaron. Une corniche à modillons couronne l'élévation. Sur la cour, les corps de bâtiments ont été repris aux siècles suivants, comme l'escalier de pierre, construit sous le Premier Empire[19].

### Immeubles
- no  1 : immeuble. 

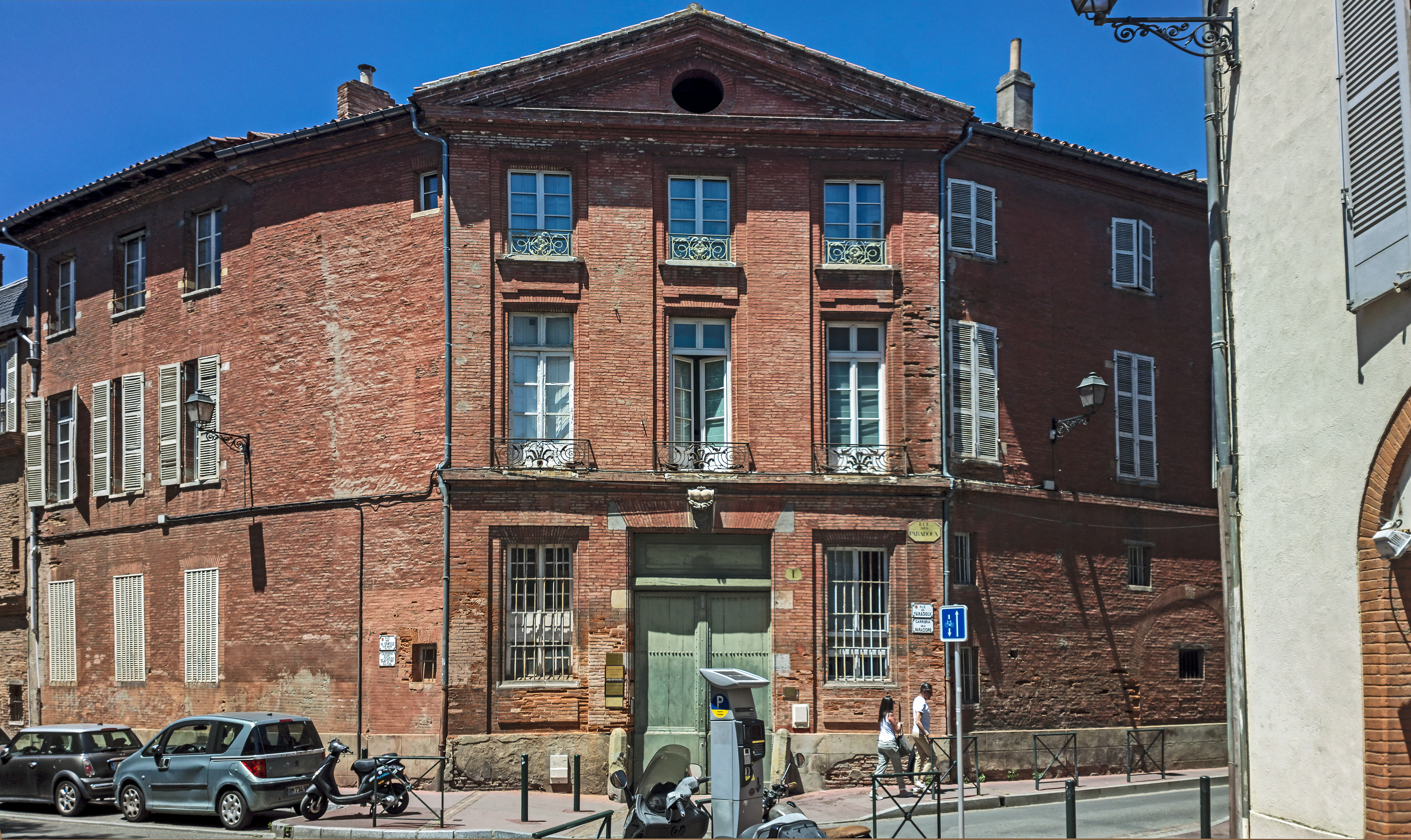
no 1 : immeuble de Dominique de Nicolas.

De l'immeuble élevé dans la première moitié du XVIIe siècle pour l'avocat Dominique de Nicolas subsistent l'élévation latérale gauche et l'élévation sur cour où se trouve un escalier à balustre en bois. Le corps central, avec son large fronton et ses ferronneries, est reconstruit après 1758 pour l'avocat Antoine Bernard[20].

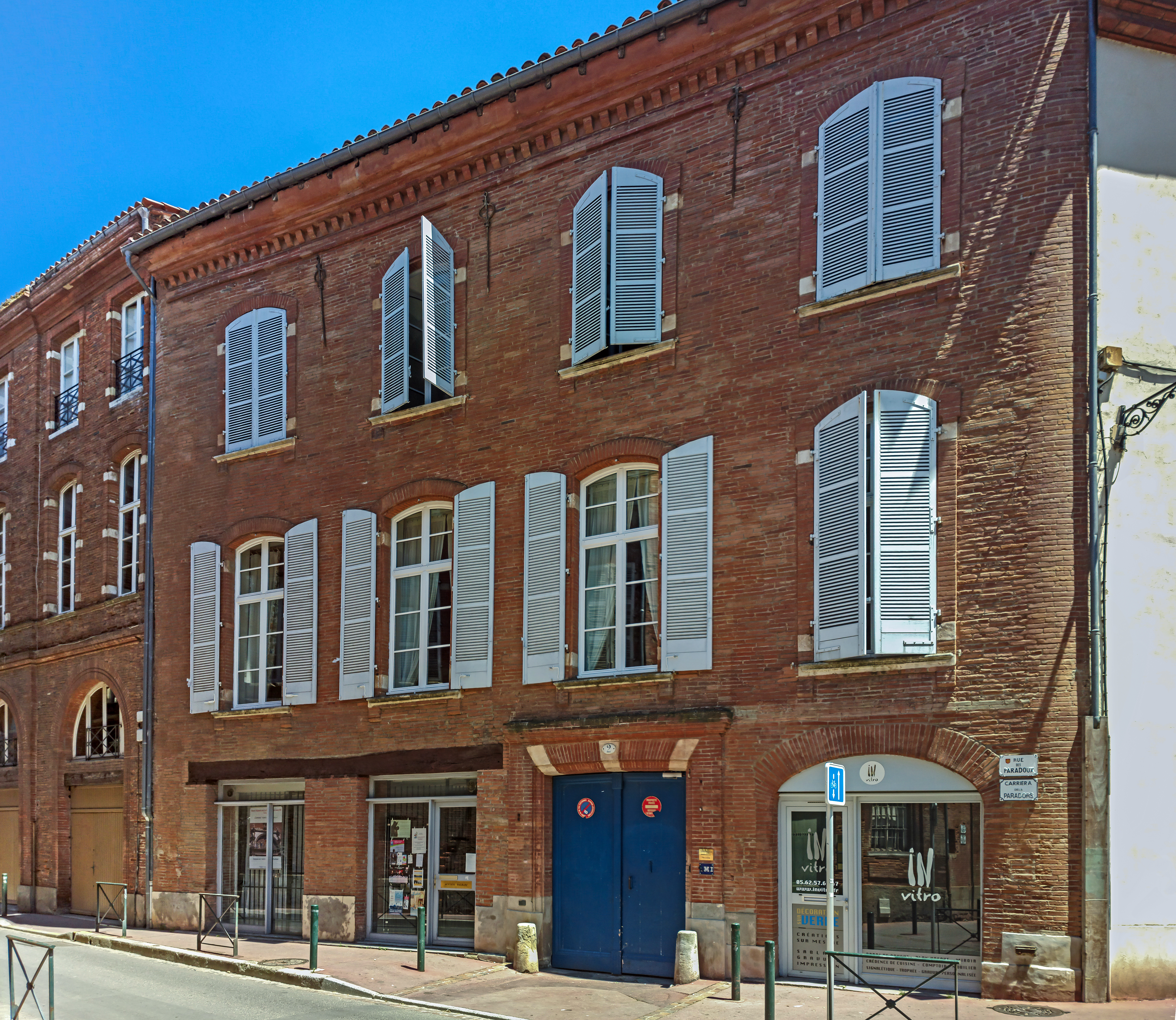
no 2 : logis du Trésorier Mondran.

- no  2 : logis du Trésorier Mondran. 
L'immeuble, de style classique, est reconstruit après 1658 pour le trésorier général Jacques-François de Mondran[21]. Sur la rue, le bâtiment présente quatre travées et des arcades de boutique sont présentes au rez-de-chaussée. L'élévation est surmontée d'une corniche à denticules. En arrière du bâtiment, une galerie à arcades fait le tour de la cour. La porte de cette cour, en plein cintre, est encadrée par deux pilastres et surmontée d'une agrafe avec le monogramme du Christ. L'ensemble est repris au XVIIIe siècle, modifiant la porte cochère, alors que des mascarons sculptés sont ajoutés aux arcades de la cour[22].

- no  8 : immeuble. 
L'immeuble, construit dans la deuxième moitié du XIXe siècle par l'architecte G. Lapierre, s'élève à l'angle de la rue Joutx-Aigues. Il est constitué d'un bâtiment principal à plusieurs corps. Chaque niveau bénéficie d'un traitement différent. La décoration sculptée, due à A. Azibert, est groupée dans la travée d'angle. Elle présente une certaine originalité avec un balconnet soutenu par une console richement ornée[23].

- no  18 : immeuble. 

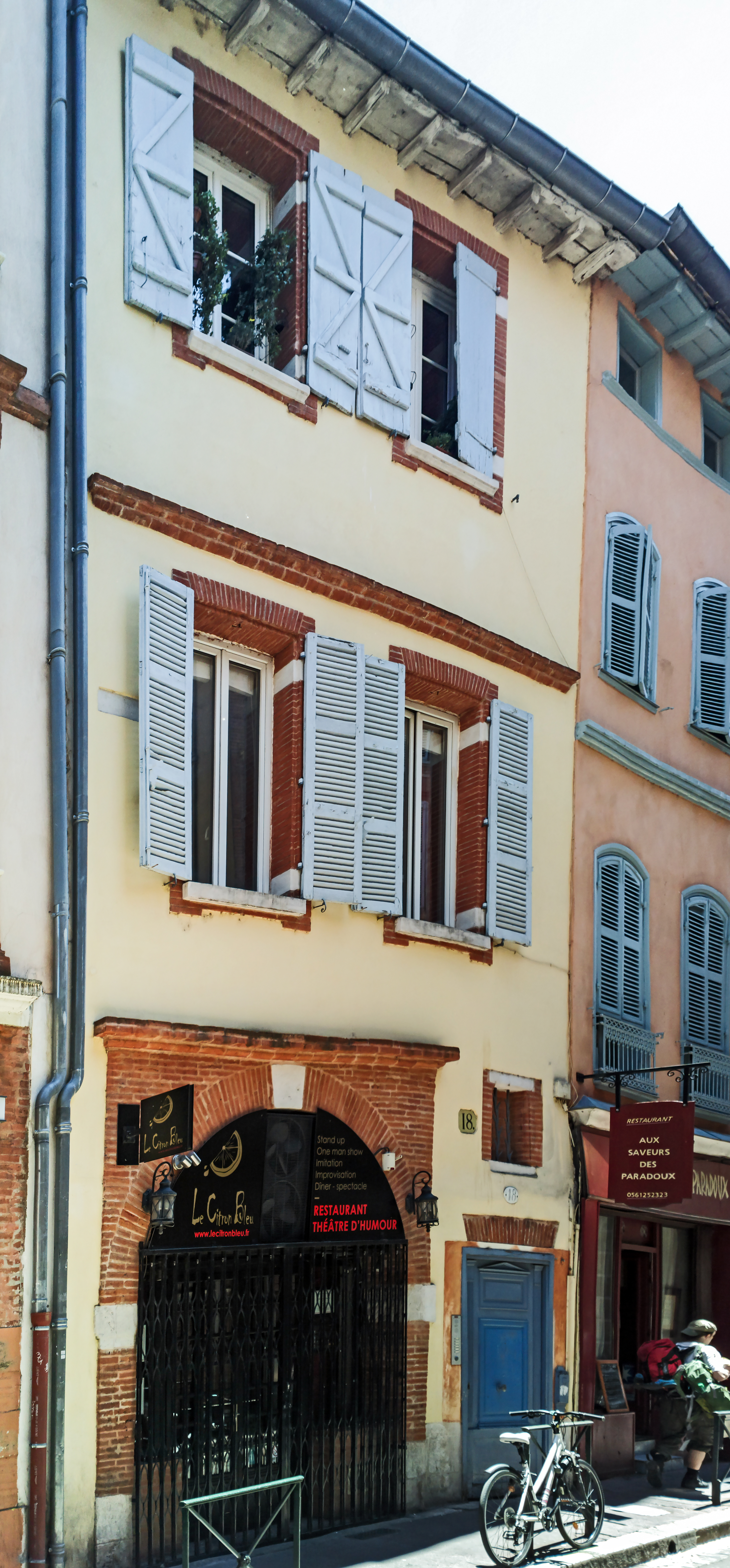
no 18 : immeuble.

L'immeuble, construit au XVIIIe siècle, conserve des éléments plus anciens du XVIe siècle, de la maison d'Antoine Bajauld qui en est locataire, puis propriétaire en 1539. Le plus intéressant est une fenêtre à meneau sculptée avec un personnage anthropomorphe[24].

- no  34 : immeuble. 
L'immeuble est reconstruit après 1667 pour le capitoul Pierre Arquier. C'est lui qui fait graver, sur la clef de l'arceau de droite, la devise latine Spera et time[25].

- no  35 : immeuble. 
L'immeuble, construit au XVIIe siècle, présente une façade sur la rue des Paradoux et une sur celle de la Madeleine – il partageait autrefois la cour de l'actuel no 5 de cette rue. À l'angle des deux rues, un pilier en pierre est terminé par un corbeau sculpté représentant un lion, ce qui laisse supposer que la façade était à l'origine construite en pan de bois[26].

- no  37 : immeuble. 
L'immeuble, construit au XVIIe siècle, présente une façade sur la rue des Paradoux et une sur celle de la Madeleine – il partageait autrefois la cour de l'actuel no 5 de cette rue. À l'angle des deux rues, un pilier en pierre est terminé par un corbeau sculpté représentant un lion, ce qui laisse supposer que la façade était à l'origine construite en pan de bois. Elle présente une belle façade symétrique de style classique. Les ouvertures au rez-de-chaussée et les fenêtres aux étages ont des encadrements en brique et pierre alternées. Au 1er étage, les fenêtres ont été dotées au XVIIIe siècle de garde-corps en fer forgé aux motifs végétaux et géométriques[26].

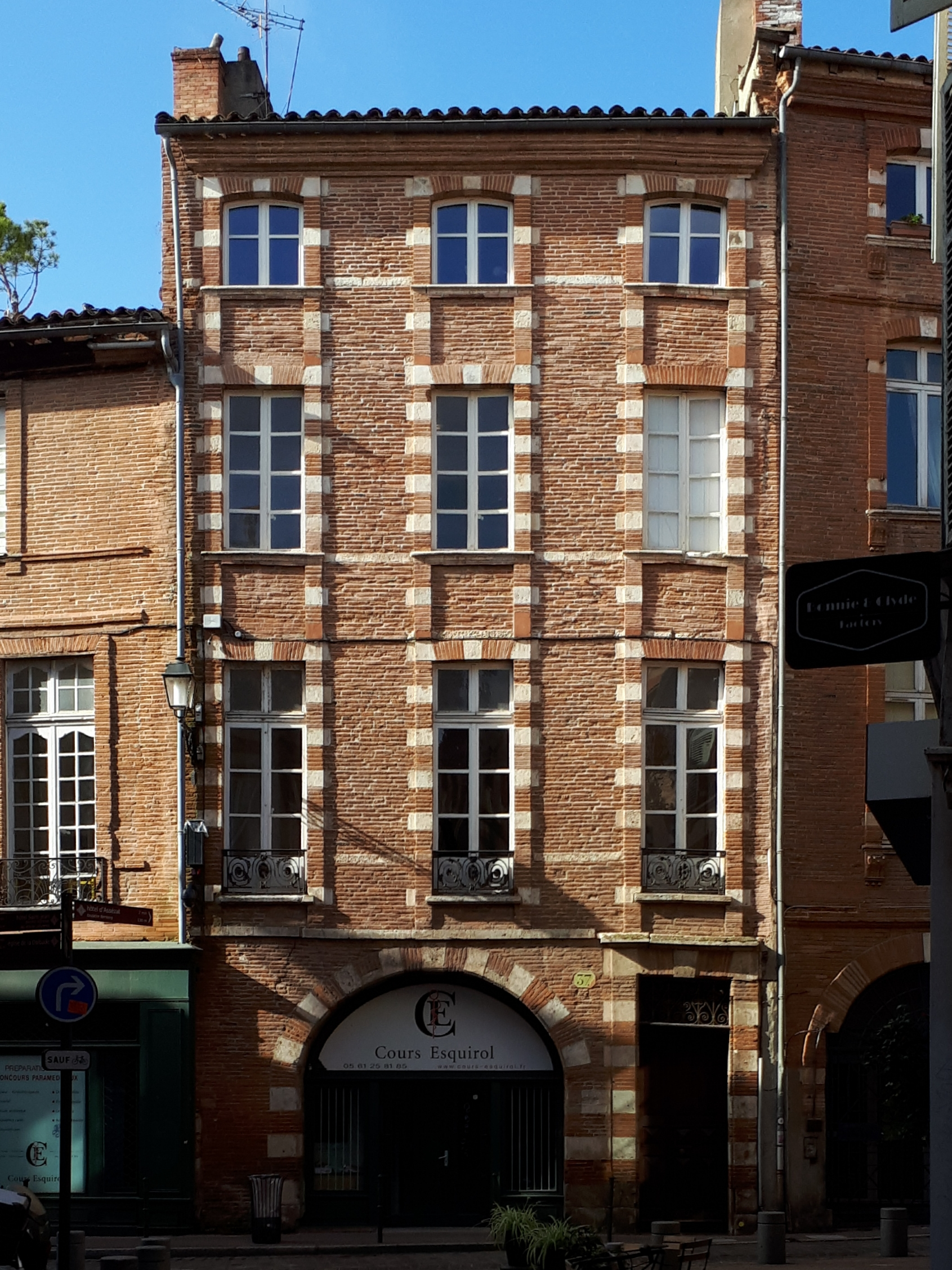
no 37 : façade de l'immeuble.
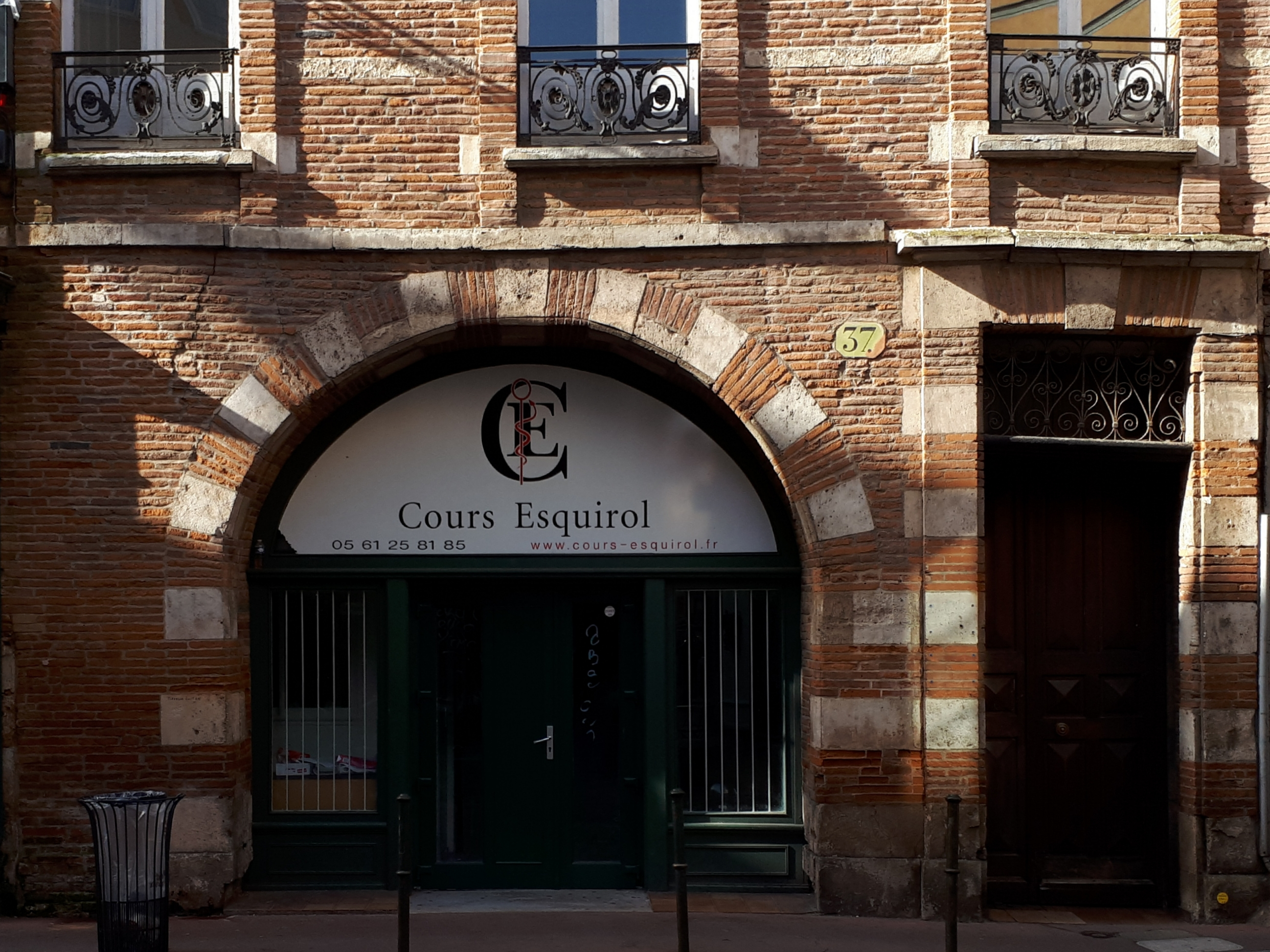
no 37 : détail de l'arcade de boutique et de la porte.
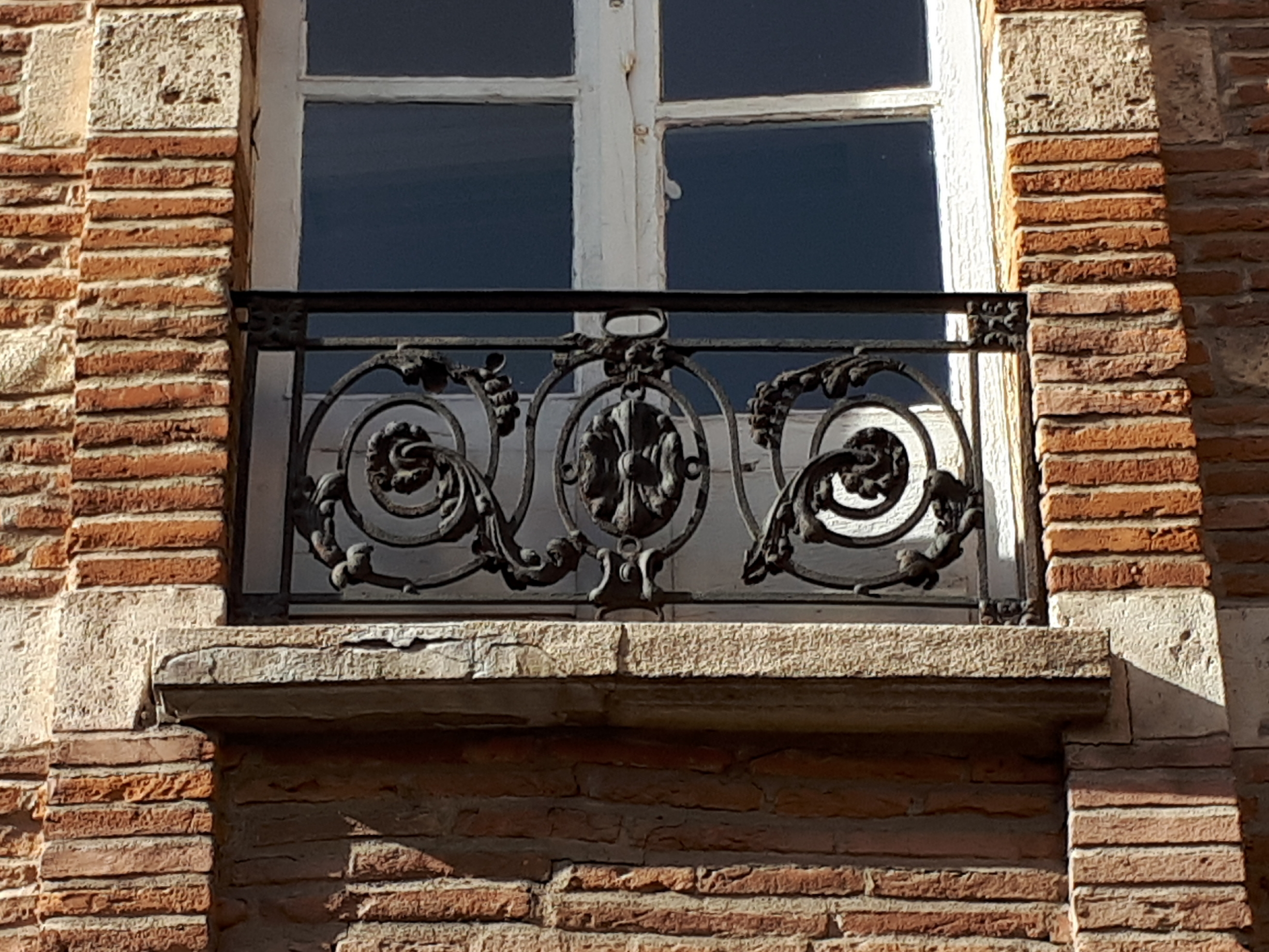
no 37 : détail d'une fenêtre du 1er étage.

- no  41 : immeuble de Lespinasse. 
Cet immeuble étroit est construit dans la première moitié du XVIIIe siècle pour la famille Lespinasse. Au 1er étage, les fenêtres ont des balconnets en pierre dotés de garde-corps en fer forgé aux armoiries de cette famille, représentant un pin. Les fenêtres des étages supérieurs ont des garde-corps en fer forgé aux motifs géométriques plus simples[27].

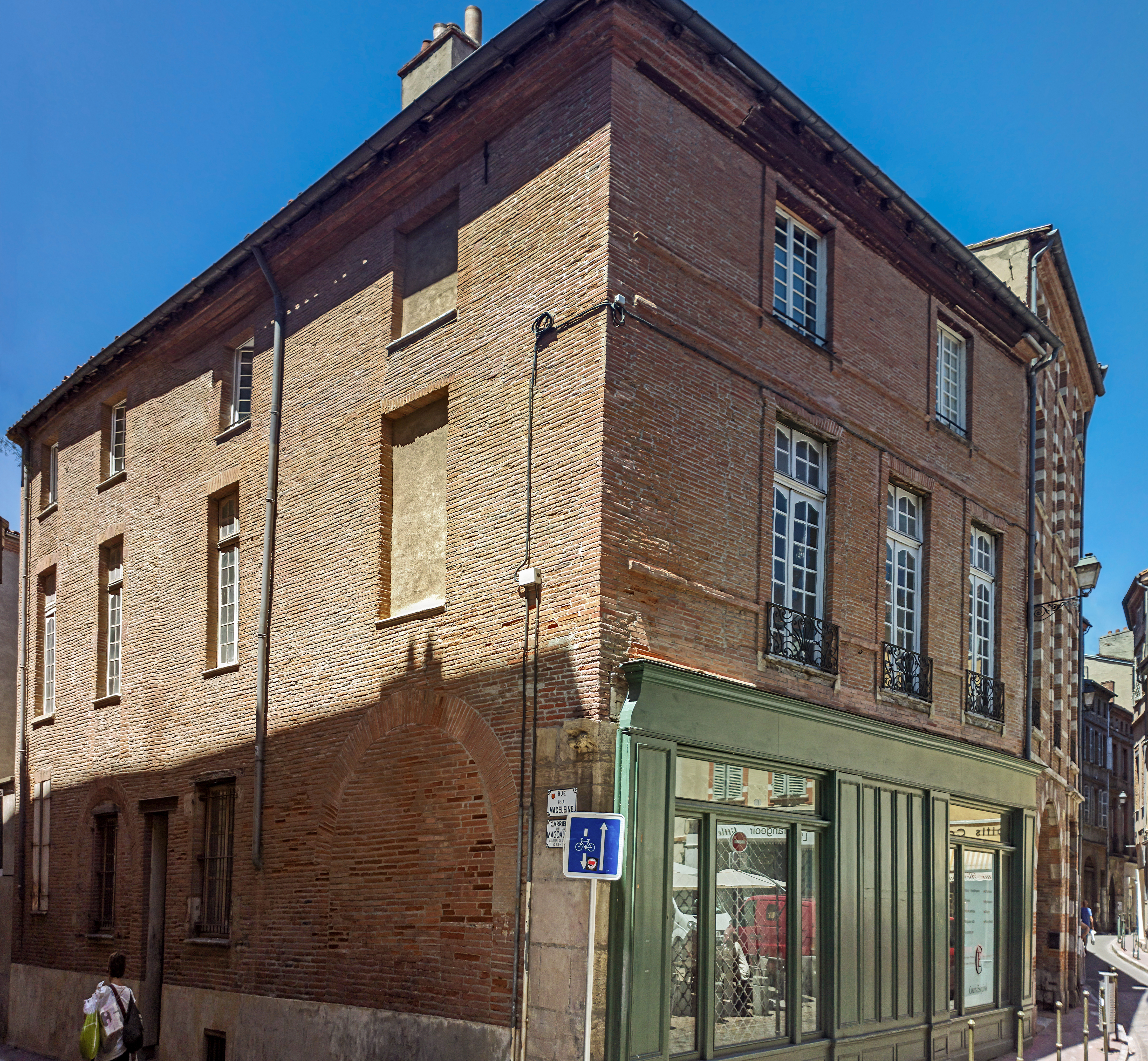
no 35 : façade de l'immeuble.
no 41 : façade de l'immeuble de Lespinasse.

## Personnalités
- Georges Castex (1860-1943) : peintre né à Collioure mais établi à Toulouse, il enseigna à l'École des beaux-arts de la ville. Il mourut à son domicile (actuel no 32)[28].

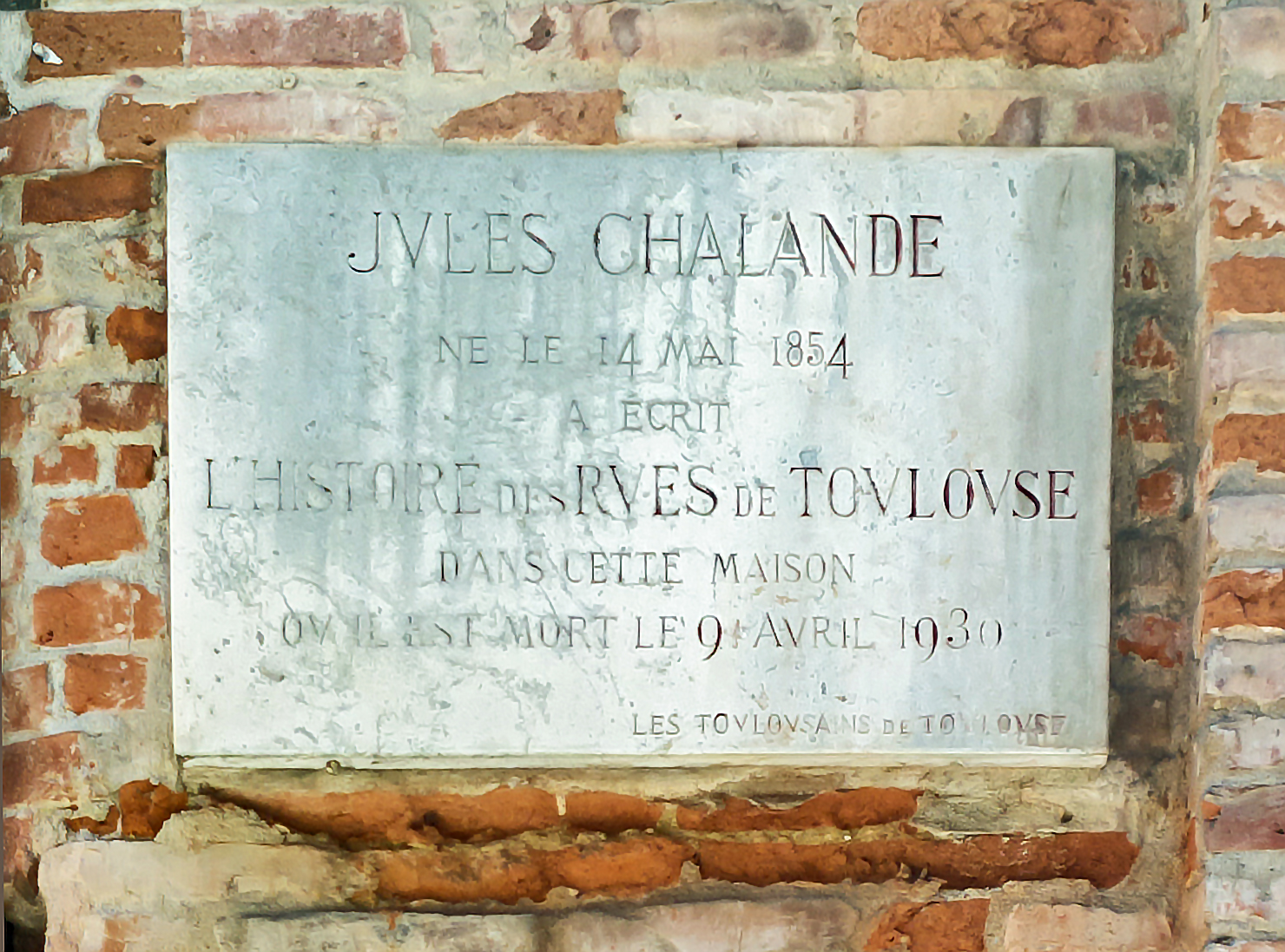
Plaque en mémoire de Jules Chalande.

- Jules Chalande (1854-1930) : naturaliste, historien et érudit toulousain, auteur d'une importante Histoire des rues de Toulouse, il vécut et mourut dans l'hôtel Castaing (actuel no 28). Une plaque fut placée sur l'immeuble le 11 février 1939, en présence de représentants du conseil municipal et de l'association des Toulousains de Toulouse[28].

- Joseph-Marie de Saget (1725-1782) : ingénieur, il fut directeur des travaux de la province de Languedoc pour la sénéchaussée de Toulouse. Il assuma la direction des importants travaux de modernisation et d'embellissement réalisés à Toulouse dans la deuxième moitié du XVIIIe siècle : creusement du canal de Brienne, édification des quais de la Garonne – quais de la Daurade, Lucien-Lombard et Saint-Pierre en rive droite, et cours Dillon en rive gauche –, aménagement de la porte et de la place Saint-Cyprien, mais aussi construction de plusieurs ponts sur le canal du Midi. Il était le fils de Jacques de Saget, conseiller, puis avocat général au parlement, et de Marie-Anne de Cambolas[10].

- Joseph Viguerie (1787-1834) : commerçant et banquier sous le Premier Empire, libéral sous la Restauration, il fut nommé maire de Toulouse entre 1830 et 1834. Il était le fils de Jean Viguerie, chirurgien-major de l'Hôtel-Dieu, qui vivait dans l'immeuble de Lespinasse (actuel no 41)[29].